# 新庄市市営バス

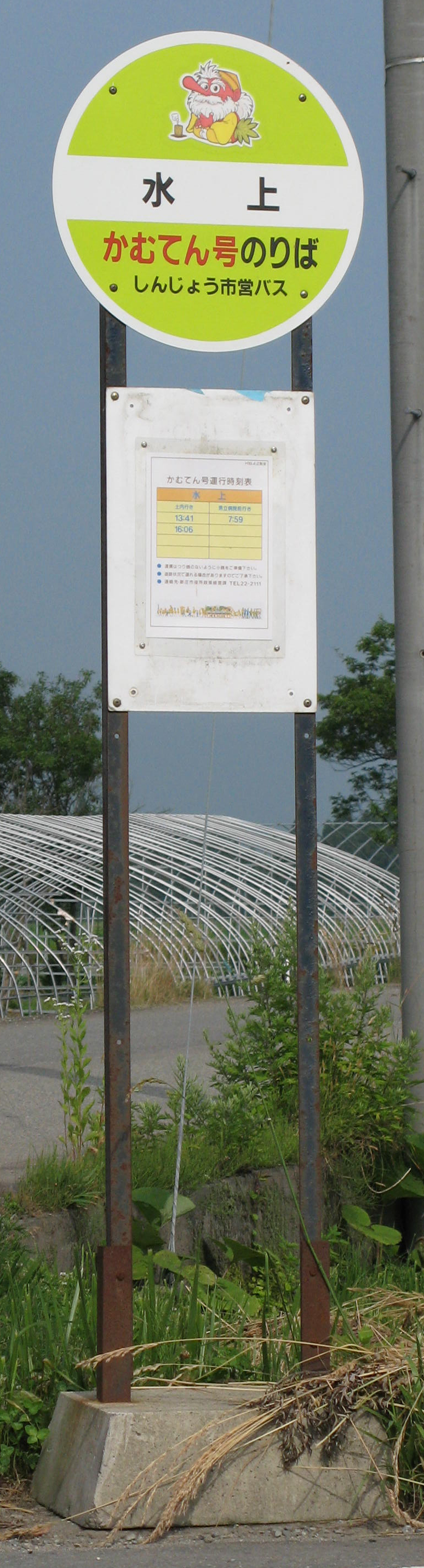
市営バスのバス停

新庄市市営バス（しんじょうししえいバス）は、山形県新庄市にて運行している廃止代替バスである。「かむてん号」の愛称が付けられている。
山交バスの土内線、堀内線の路線廃止に伴い、運行を開始した。

## 沿革
- 2007年4月2日 - 運行開始。
- 2018年11月1日 - まちなか循環線運行開始。

## 概要
- 料金は地区単位に分けた、100円単位の区間制で、小中学生・幼児及び障害者は区間に関係なく100円、1歳未満は無料。まちなか循環線は一律200円である。
- 土曜・日曜・祝祭日及び12/29～1/3は運休。
- 運行形態は、土内線、芦沢線は、自家用自動車（白ナンバー車）による有償運送で、まちなか循環線は山交バス新庄営業所による委託運行である。

## 路線
以下3路線がある（2023年10月2日現在）。
土内線
- 新庄駅前 - 県立病院前 - 円満寺 - 小月野 - 六軒屋 - 小橋 - 萩野学園前 - 黒沢 - 旧萩野小学校前 - 仁田山 - 土内[3]
  - ※小月野 - 六軒屋間と黒沢 - 土内間はフリー乗降区間[3]

芦沢線
- 県立病院前 - 新庄駅前 - 沖の町 - 清水川町 - 金沢 - 最上学園前 - 虫森 - 角沢 - 芦沢[3]
  - ※虫森 - 芦沢間はフリー乗降区間[3]

まちなか循環線
- もみの木ラインダイヤ（最上公園方面先回り）とあじさいラインダイヤ（東山方面先回り）の2つの系統がある[4]。
  - 新庄駅前 - 市役所前 - 千門町 - 東山町 - 新庄駅前 - 市役所前 - マックスバリュ新庄店 - 県立病院前 - 新庄駅前（もみの木ラインダイヤ（最上公園方面先回り））[4]
  - 新庄駅前 - 東山町 - 千門町 - 市役所前 - 新庄駅前 - 県立病院前 - マックスバリュ新庄店 - 市役所前 - 新庄駅前（あじさいラインダイヤ（東山方面先回り））

## 車両
- 15人乗りのトヨタ・ハイエース1台が、使用されている。

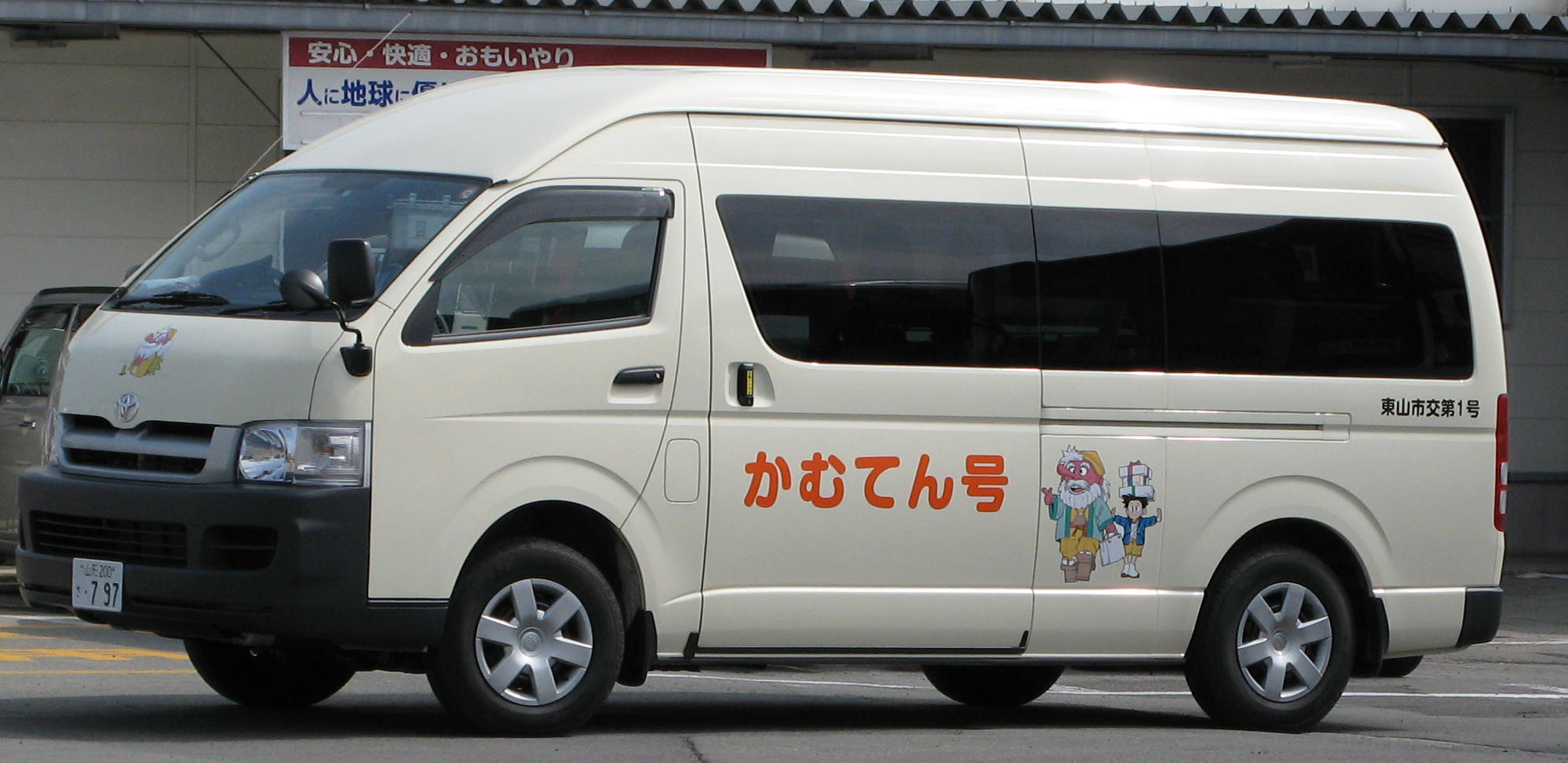
市営バスの車両

- まちなか循環線では日野・ポンチョが使用されている。